# Hương Xạ
Hương Xạ là một xã thuộc huyện Hạ Hòa, tỉnh Phú Thọ, Việt Nam.
Xã Hương Xạ có diện tích 15,28 km², dân số năm 1999 là 5155 người, mật độ dân số đạt 337 người/km².